# Vittoria Savorelli
Vittoria Savorelli, detta Tolla (Forlì, 1º settembre 1817 – Roma, 17 ottobre 1838), è stata una nobildonna italiana.
Figlia del conte Alessandro Savorelli e dalla contessa Caterina Vespignani, divenne celebre in seguito al fidanzamento con Domenico Doria Pamphilj che la portò alla morte, così come narrato da Edmond About in Tolla e da Antonio Coppi in Vittoria Savorelli: Istoria del Secolo XIX.

## Biografia

### La giovinezza
Il padre di Vittoria, il conte Alessandro Savorelli, era nato a Forlì nel 1791, appartenente alla nobiltà forlivese e figlio della marchesa Elisabetta Casali di Pastina. Sua madre, la contessa Caterina Vespignani, apparteneva invece alla nobiltà di Monte Maggiore.
Descritta come elegante e bella, estremamente brillante già nella infanzia, a cinque anni cominciò i suoi studi presso il Reale Istituto Maria Luisa di Lucca, dove eccelse ottenendo numerosi attestati e riconoscimenti riservati alle migliori studentesse nell'ambito dell'aritmetica, della lingua italiana, inglese e francese, del disegno, della buona condotta, della storia, della geografia, della calligrafia, dei lavori e della letteratura italiana. 
Conclusasi la sua istruzione, nell'autunno del 1834 il duca di Lucca proclamò l'abolizione dell'istituto, restituendolo alle monache Domenicane a cui l'edificio apparteneva.

### Il fidanzamento con Domenico Doria Pamphilj

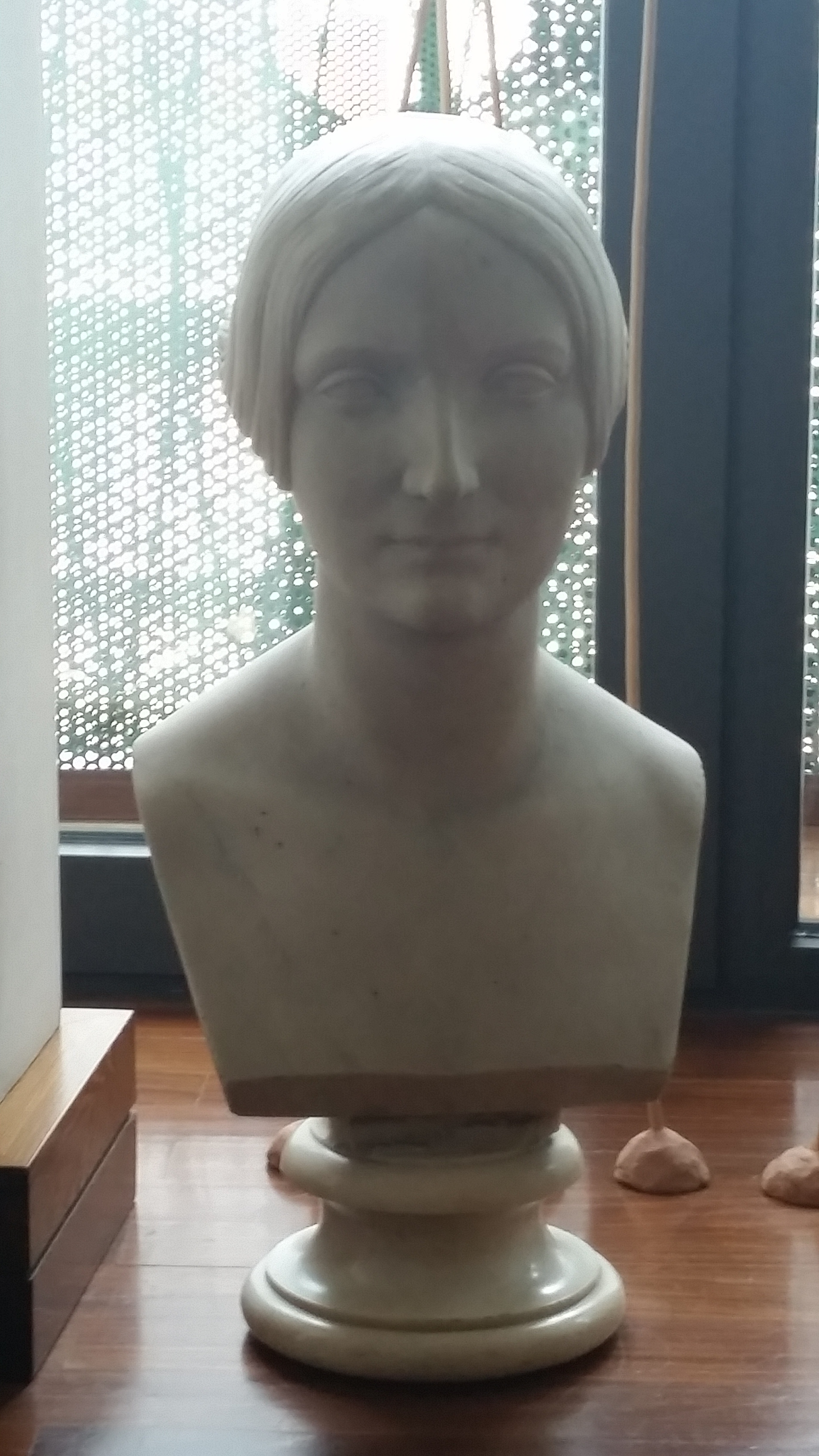
Busto marmoreo di Vittoria Savorelli

Tornata dunque dalla famiglia a Roma, Vittoria conobbe don Domenico Doria Pamphilj, che dal vezzeggiativo Domenicuccio era chiamato Cuccio, figlio di Luigi Doria Pamphilj Landi, principe di Melfi, e di Teresa Orsini. Noto fra i giovani del tempo come uno scioperato e uno spirito libero, si innamorò della giovane, venendo da lei ricambiato.
(Estratto di una lettera di Vittoria Savorelli a Giuseppina Giovannetti)
Per la forte distinzione di ceto tra i due giovani amanti i genitori di lui vedevano con enorme sfavore la loro unione e, per questo motivo, fin da principio, tentarono di ostacolarla. Grande opposizione venne anche dal Cardinale Doria e dal Cardinale Bernetti, Segretario di Stato.
Nonostante queste rimostranze, il fidanzamento tra i due venne ufficializzato nel 1837, suscitando così, oltre all'avversione della famiglia Doria Pamphilj, anche la gelosia e l'invidia di tutte le ragazze da marito sia dell'alta nobiltà che dell'alto ceto. Le calunnie non tardarono ad arrivare, e Vittoria Savorelli venne dichiarata dalla nobiltà romana "ridicola, interessata e pretenziosa, con quella sua istruzione più adatta ad una istruttrice che ad una futura principessa". In merito, dalle lettere di Vittoria, traspare un dolore indirizzato più verso il nome della famiglia e l'onore dei propri genitori che verso la propria reputazione.

### L'epidemia di colera e la reclusione nel monastero di S. Antonio
Nel giugno del 1837 un'epidemia di colera travolse Roma, costringendo tutti coloro che potevano a lasciare la città. Fra le prime a partire fu proprio la famiglia Savorelli, che si recò nella propria villa a Castel Gandolfo. Al contrario, Cuccio rimase insieme alla sua famiglia a Roma, non interrompendo con la giovane né il fidanzamento né il proprio rapporto, che si tradusse in una lunga corrispondenza epistolare. Nonostante ciò, in assenza dell'amata, il giovane principe continuò a dedicarsi alla vita mondana, dimenticando presto i propri impegni con Vittoria.
Le discrepanze tra i due, però, si rimarginarono facilmente al ritorno della famiglia Savorelli a Roma con il termine della pestilenza. 
Nuovo motivo di allontanamento arrivò nell'aprile del 1838, quando Domenico si recò in Inghilterra per assistere al matrimonio del fratello primogenito con la figlia del Conte di Shrewsbury, lady Mary Talbot.
Alla partenza di lui, Vittoria, per prevenire nuove calunnie nei propri confronti, decise di farsi rinchiudere nel monastero di S. Antonio, dove avrebbe aspettato il suo ritorno.

### Lo scioglimento del fidanzamento e la morte
La frequenza delle lettere, da principio ricolme di "dichiarazioni ardenti d'immutabile amore", diminuì progressivamente, fino a che, l'11 agosto 1838, da Bruxelles giunse un biglietto in cui Domenico scioglieva il fidanzamento, sostenendo che "essendosi i suoi opposti a quel matrimonio egli si vedeva in dovere di obbedir loro e di dimenticarla". Motivo del cambiamento del giovane, probabilmente, fu l'intervento del cavalier Doria, che lo aveva raggiunto nel continente e a cui, nella sopracitata lettera, Domenico attribuisce la propria presa di coscienza.
Invano il conte Savorelli cercò di richiamarlo ai suoi sentimenti di gentiluomo, e invano Vittoria gli indirizzò numerose lettere, poiché Domenico non rispose a nessuno dei due e ben presto riprese la vita di un tempo, trascorrendo le proprie serate in svaghi spensierati nei più malfamati luoghi di Londra.
Vittoria, ancora rinchiusa in convento, scrisse alla sua amica e compagna di collegio, Giuseppina Giovanetti, che il disonore la addolorava al punto tale da  spingerla a pensare, perfino, di procurarsi del veleno per porre fine alle proprie sofferenze.
Il veleno, in seguito, si rivelò del tutto inutile, poiché per il dolore e la debolezza il suo cuore cedette la sera del 17 ottobre 1838, all'interno del monastero di S. Antonio, alla presenza dalle suore camaldolesi. In seguito a questo evento, dunque, la giovane ottenne l'epiteto di "Vittoria Savorelli, la giovane nobildonna che morì di mal d'amore".
La morte di Tolla Savorelli provocò un'enorme riprovazione nell'ambiente romano: si imprecò contro casa Doria e si maledisse il traditore. Inoltre, sotto richiesta della famiglia Savorelli, il Cardinale Odescalchi concesse una deroga alla legge, non potendo rifiutare che il corpo di Vittoria, vestito di bianco come quello di una sposa, coperto da un velo e circondato di fiori, fosse posto sul feretro allo scoperto. I conducenti del corteo, invece di proseguire diretti verso la Basilica dei Santi XII Apostoli, vollero passare per via del Corso, sotto Palazzo Doria, dove si fermarono in silenzio come un muto rimprovero..
La corrispondenza epistolare tra i due amanti è tuttora conservata presso l'archivio Doria Pamphilj, nell'omonimo palazzo.

## Influenze sulla cultura

### Letteratura
- Vittoria Savorelli: Istoria del Secolo XIX, romanzo epistolare di Antonio Coppi del 1841
- Tolla, romanzo di Edmond About del 1868
- Roma Romantica, raccolta di racconti di Diego Angeli del 1937
- Donne Celebri, raccolta di biografie di Giglio Vittorio del 1950